# Савитри (Махабхарата)

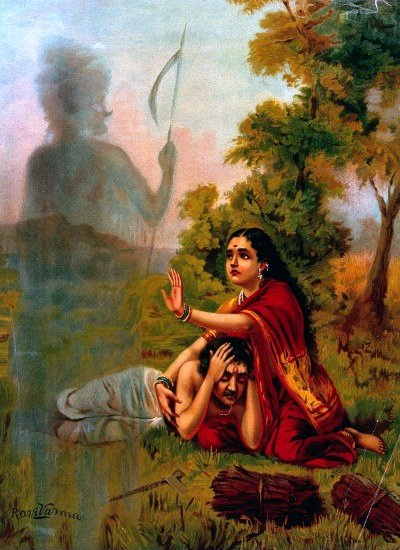
Савитри, умоляющая бога смерти за своего мужа

Савитри — героиня эпизода из «Махабхараты», дочь царя Ашвапати и возлюбленная Сатьявана, за которого она вышла замуж несмотря на предсказание, что ей суждено жить с ним только один год. Рассказ из третьей книги Махабхараты — «Лесной книги» (повесть о Савитри).

## Повесть о Савитри
В роковой день возлюбленный Савитри, Сатьяван, умер, и бог смерти Яма пришёл за его душой, которую понёс в царство теней. Савитри последовала за ним. Её самоотверженность поразила Яму, и он обещал ей какой угодно дар, кроме жизни мужа. Три раза Яма пробовал удержать Савитри, предоставляя ей один дар за другим, но она всё-таки следовала за ним, так что наконец он должен был вернуть жизнь Сатьявану.

## Аналогии
Этот миф представляет черты сходства с некоторыми греческими (Орфей и Эвридика, Адмет и Альцеста).
В XX веке индийский поэт Шри Ауробиндо создал одноимённую монументальную поэму «Савитри» (1954), в которой раскрыл оккультную роль персонажей и выразил собственный опыт постижения духовного наследия Индии.